# Mắc mật
Mắc mật hay mác mật (tiếng Tày), móc mật, mác một, mắc một còn gọi là hồng bì núi (tiếng Kinh) hay củ khỉ, dương tùng (danh pháp hai phần: Clausena indica) là loài thực vật có hoa thuộc họ Cửu lý hương. Từ "mác mật/một" là tiếng Tày-Nùng & tiếng Tày Đăm, tiếng Tày Khao & Tày Đeng. Tiếng Thái Lan หมากมด (Mak mod) & tiếng Lào ຫມາກ ມົດ (Mak mod).
Cây "mác mật" là loại cây gỗ nhỏ, cao từ 3 m đến 7 m, thường mọc trên núi đá vôi. Cây ra hoa tháng 3 đến tháng 6, đậu quả vào tháng 7 đến tháng 9. Quả và lá non dùng làm gia vị, lá và rễ được dùng trong đông y, ngoài ra lá cây cũng được dùng để cất tinh dầu. Cây mác mật ít bị sâu bệnh, nếu trồng bằng hạt đến năm thứ 5 hay thứ 6 thì bắt đầu bói quả, nếu trồng từ cây ghép đến năm thứ 2-3 sẽ bắt đầu cho quả.

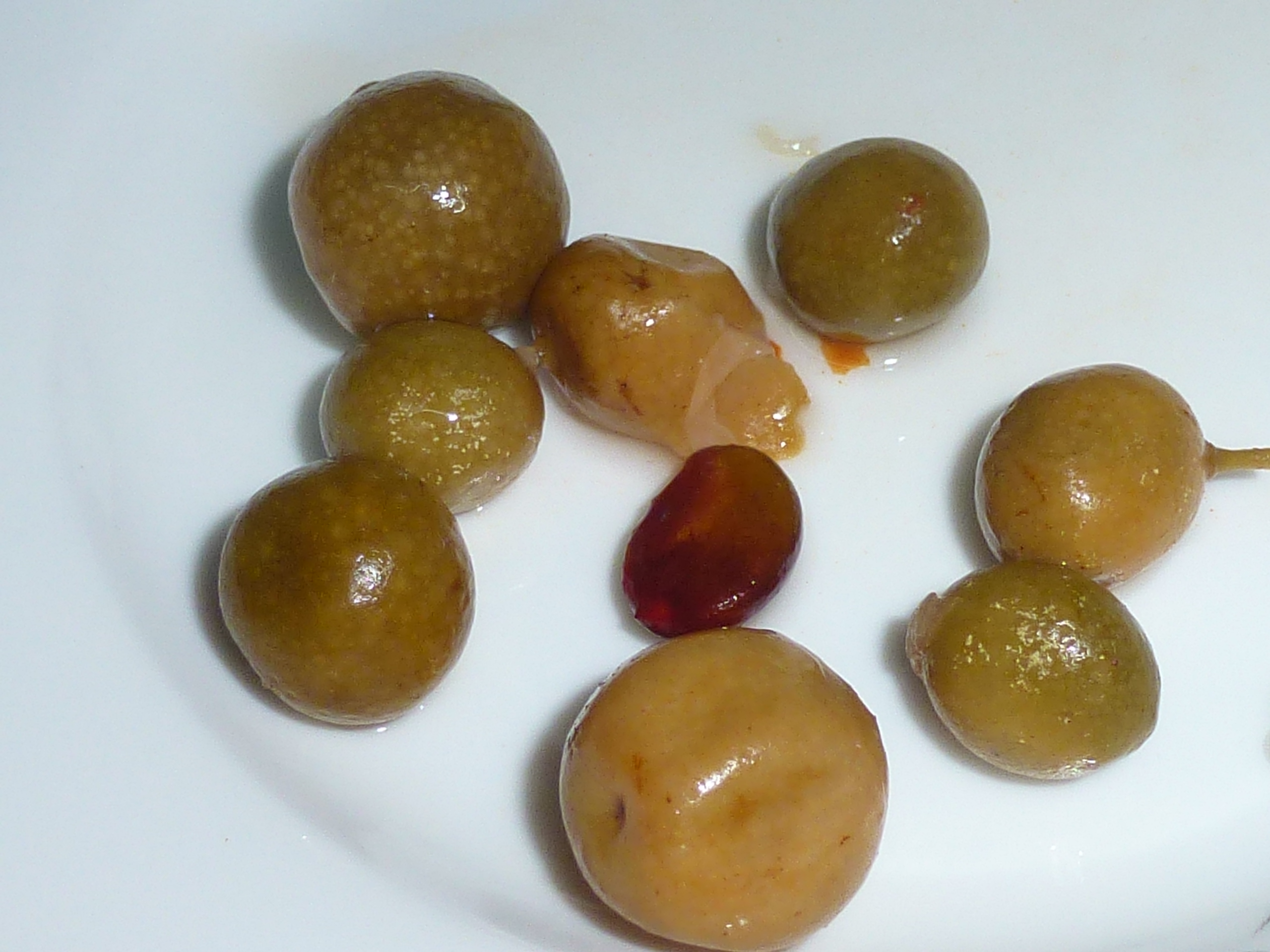
Quả mác mật (Clausena indica)

Tại Việt Nam cây chủ yếu phân bố ở vùng núi đông bắc bộ như Cao Bằng, Bắc Kạn, Lạng Sơn, Tuyên Quang, Thái Nguyên, Bắc Giang, Quảng Ninh , cây trồng ở các khu vực tỉnh khác thường rất khó phát triển hoặc nếu cây sống cũng không sai quả, không có mùi thơm đặc trưng như tại quê hương của loài cây này hay rất có thể lá sẽ bị đắng không dùng để chế biến món ăn được. Quả có thể ăn tươi khi chín vàng, hoặc làm gia vị để chế biến một số món ăn của người Tày. Ngoài ra quả mác mật còn dùng để ngâm măng tỏi ớt, lá mác mật có mùi thơm đặc trưng nên thường được dùng trong các món ăn của người dân tộc Tày, Nùng như các món thịt nướng, thịt kho hay người Việt Nam thường được biết đến nhất là món vịt quay hay lợn quay nổi tiếng của Cao Bằng, Lạng Sơn, Bắc Kạn sẽ không thể không có thứ gia vị có đặc trưng riêng này.